# Саветник за заштиту права пацијената
Саветник за заштиту права пацијената је службено лице у јединицама локалне самоуправе у Републици Србији, надлежно за пружање информација, савета и подршке пацијената у остваривању њихових права гарантованих Уставом Републике Србије и Законом о правима пацијената. Институција саветника уведена је Законом о правима пацијената („Службени гласник РС“, бр. 45/2013 и 25/2019) као део система здравствене заштите умереног ка заштити права грађана.

## Надлежности
Према Закону о правима пацијената, саветник:
- прима и разматра притужбе пацијената на рад здравствених установа,
- информишете пацијенте о њиховим правима,
- посредује између пацијената и здравствених установа,
- предлаже мере за унапређење заштите права пацијената.

## Поступак подношења притужби
Пацијенти притужбе подносе у писаном или усменом облику. Саветник их евидентира, анализира и упућује надлежним органима или установама, у складу са законом.

## Организација и мрежа саветника
Свака јединица локалне самоуправе дужна је да именује саветника за заштиту права пацијената. Саветници се налазе у оквиру градске или општинске управе и сарађују са Министарством здравља и здравственим установама. У већим градовима може постојати више саветника распоређених по подручним јединицама.

### Саветници за заштиту права пацијената – по управним окрузима
| Округ           | Главни град       | Саветник / контакт                                                                                      | Извор                  |
| --------------- | ----------------- | --- | ---------------------- |
| Град Београд    | Београд           | Канцеларија у Тиршовој 1, канцеларија 9; 07:00–15:30; 011/360-56-34; savetnik.pacijenata@beograd.gov.rs | (zdravlje.org.rs)      |
| Севернобачки    | Суботица          | Биљана Кнежевић; Трг слободе 1; 024/626-882; biljana.knezevic@subotica.ls.gov.rs                        | (subotica.ls.gov.rs)   |
| Севернобанатски | Кикинда           | Борис Ступар; Општинска управа Кикинда, канцеларија 8                                                   | (ZZJZ Kikinda)         |
| Средњобанатски  | Зрењанин          | није објављено (претражено 9. 8. 2025)                                                                  | —                      |
| Западнобачки    | Сомбор            | није објављено (претражено 9. 8. 2025)                                                                  | —                      |
| Јужнобачки      | Нови Сад          | Сандра Гаврић-Вебер, Михајло Кнези; Трг слободе 1; 021/420-066 лок. 130                                 | (Дом здравља Нови Сад) |
| Сремски         | Сремска Митровица | није објављено (претражено 9. 8. 2025)                                                                  | —                      |
| Јужнобанатски   | Панчево           | није објављено (претражено 9. 8. 2025)                                                                  | —                      |
| Браничевски     | Пожаревац         | није објављено (претражено 9. 8. 2025)                                                                  | —                      |
| Подунавски      | Смедерево         | није објављено (претражено 9. 8. 2025)                                                                  | —                      |
| Мачвански       | Шабац             | није објављено (претражено 9. 8. 2025)                                                                  | —                      |
| Колубарски      | Ваљево            | није објављено (претражено 9. 8. 2025)                                                                  | —                      |
| Златиборски     | Ужице             | није објављено (претражено 9. 8. 2025)                                                                  | —                      |
| Моравички       | Чачак             | није објављено (претражено 9. 8. 2025)                                                                  | —                      |
| Рашки           | Краљево           | Мирјана Словић; Трг Јов. Сарића 1, канц. 307-А; 036/306-053; 10–14h                                     | (Дом здравља Краљево)  |
| Расински        | Крушевац          | није објављено (претражено 9. 8. 2025)                                                                  | —                      |
| Поморавски      | Јагодина          | није објављено (претражено 9. 8. 2025)                                                                  | —                      |
| Нишавски        | Ниш               | Мирјана Поповић; Пријездина 1, III/53; 018/504-581; mirjana.popovic@gu.ni.rs                            | (Дом здравља Ниш)      |
| Пиротски        | Пирот             | није објављено (претражено 9. 8. 2025)                                                                  | —                      |
| Топлички        | Прокупље          | није објављено (претражено 9. 8. 2025)                                                                  | —                      |
| Јабланички      | Лесковац          | (контакт канала за подношење приговора у ДЗ Лесковац – општи упут)                                      | (Дом здравља Лесковац) |
| Пчињски         | Врање             | није објављено (претражено 9. 8. 2025)                                                                  | —                      |
| Борски          | Бор               | није објављено (претражено 9. 8. 2025)                                                                  | —                      |
| Зајечарски      | Зајечар           | није објављено (претражено 9. 8. 2025)                                                                  | —                      |
| Шумадијски      | Крагујевац        | Биљана Томић; Трг слободе 3, канц. 216; 060/234-0368; 034/306-147                                       | (Град Крагујевац)      |

## Примери из праксе
У Београду, саветници су распоређени општинама и домовима здравља, док у Новом Саду, Нишу, Крагујевцу и другим већим градовима функцију обављају централна канцеларија. 

## Правни оквир
- Закон о правима пацијената[2] („Службени гласник РС“, бр. 45/2013 и 25/2019)
- Правилници Министарства здравља[11] о раду саветника за заштиту права пацијената
- Локални акти и одлуке скупштине града и општине